# Tetraponera pedana
Tetraponera pedana (лат.) — вид древесных муравьёв рода Tetraponera из подсемейства Pseudomyrmecinae (Formicidae). 

## Распространение
Встречается в экваториальной Африке: Кения, Уганда, ЦАР.

## Описание
Муравьи мелкого размера коричневого цвета (4—5 мм). Голова широкая. Ширина головы рабочих от 0,58 до 0,67 мм, длина головы от 0,67 до 0,79 мм. Лобные кили хорошо разделены, минимальное расстояние между ними около одной пятой ширины головы; скапус короткий, около половины ширины головы и двух пятых длины головы; передний край клипеуса с зубчатым медиальным выступом; ноги короткие; метанотальная пластинка отчетливая, овальной формы, около 4/5 длины среднеспинки, ограничена спереди и сзади продольно-морщинистыми поперечными вдавлениями; дорсальная грань проподеума уплощенная, латерально субокаймленная, короче ниспадающей грани и незаметно закругляется в последнюю; петиоль относительно короткий, высокий и округлый, примерно такой же высоты, как и длина, с отчетливым передним стеблем, круто восходящей передней поверхностью и более плавно спускающейся задней поверхностью.

## Систематика
Вид был впервые описан в 2022 году американским мирмекологом Филипом Уардом (Philip Ward, Department of Entomology, University of California, Davis, Калифорния, США) в ходе проведённой им родовой ревизии. Включен в видовую группу Tetraponera allaborans-group. Рабочие этого вида  похожи на таковых Tetraponera penzigi, Tetraponera continua, Tetraponera cortina и Tetraponera gerdae, но их можно узнать по сочетанию более широкой головы, хорошо разделенных лобных килей, блестящего покрова, коротких ног и короткого высокого петиоля.